# 임유진 (1981년)
임유진(1981년 3월 10일 ~ )은 대한민국의 전직 배우 겸 가수이며 '업타운걸' 멤버 물망에 올랐지만 이런저런 사정으로 불발됐고 당시 '업타운걸'은 본인(임유진) 외에도 윤미래 이효리가 멤버 물망에 한때 거론됐다.

## 연기 활동

### 드라마
- 2000년 : KBS2 메디컬 서스펜스 드라마 《RNA》 ... 원혜영 역
- 2001년 : MBC 청춘시트콤 《뉴 논스톱》
- 2002년 : MBC 월요시트콤 《연인들》... 서울 사랑한의원 간호사 김희수 역
- 2003년 : KBS2 주말연속극 《저 푸른 초원 위에》 ... 차태희 역
- 2007년 : KBS1 단막극 《HDTV 문학관 - 서러워라 잊혀진다는 것은》 ... 백능파 역

### 영화
- 2003년 : 《역전에 산다》 ... 마리타 역
- 2004년 : 《분신사바》 ... 김일호 역
- 2004년 : 《까불지마》 ... 조은지 역
- 2005년 : 《HAAN 한길수》 ... 나나미 / 윤지인 역

## 방송
- 2022년 MBN 《골프왕》 - 게스트

## 음반
- 1999년 : 히트 1집 - The First Heat

## 광고
- 2000년 매일유업 써프라이즈 (브루노 브루니 주니어, 보쳉과 함께 출연)
- 2001년 오리온 예감 (양동근과 함께 출연)
- 2003년 ~ 2004년 한국P&G 페브리즈
- 2004년 롯데칠성음료 솔의 눈